# Соллі Марч
Соллі Марч (англ. Solly March, нар. 20 липня 1994, Істборн) — англійський футболіст, лівий захисник і вінгер клубу «Брайтон енд Гоув».
Виступав, зокрема, за клуб «Льюіс», а також молодіжну збірну Англії.

## Клубна кар'єра
Народився 20 липня 1994 року в місті Істборн. Вихованець футбольної школи клубу «Льюіс». Дорослу футбольну кар'єру розпочав 2011 року в основній команді того ж клубу. 
Того ж року приєднався до складу «Брайтона», де грає й досі.

## Виступи за збірні
2013 року дебютував у складі юнацької збірної Англії (U-20), загалом на юнацькому рівні взяв участь у 4 іграх.
Протягом 2014–2015 років залучався до складу молодіжної збірної Англії. На молодіжному рівні зіграв у 3 офіційних матчах.

## Статистика виступів

### Статистика клубних виступів
| Сезон             | Команда            | Чемпіонат         | Чемпіонат | Чемпіонат | Національний кубок | Національний кубок | Національний кубок | Континентальні кубки | Континентальні кубки | Континентальні кубки | Інші змагання | Інші змагання | Інші змагання | Усього | Усього |
| Сезон             | Команда            | Ліга              | Ігор      | Голів     | Ліга               | Ігор               | Голів              | Ліга                 | Ігор                 | Голів                | Ліга          | Ігор          | Голів         | Ігор   | Голів  |
| ----------------- | ------------------ | ----------------- | --------- | --------- | ------------------ | ------------------ | ------------------ | -------------------- | -------------------- | -------------------- | ------------- | ------------- | ------------- | ------ | ------ |
| 2013–14           | «Брайтон енд Гоув» | Чемпіоншип        | 23+1      | 0         | КА+КЛ              | 4+0                | 1                  | -                    | -                    | -                    | -             | -             | -             | 28     | 1      |
| 2014–15           | «Брайтон енд Гоув» | Чемпіоншип        | 11        | 1         | КА+КЛ              | 2+0                | 0                  | -                    | -                    | -                    | -             | -             | -             | 13     | 1      |
| 2015–16           | «Брайтон енд Гоув» | Чемпіоншип        | 16        | 3         | КА+КЛ              | 0+1                | 0                  | -                    | -                    | -                    | -             | -             | -             | 17     | 3      |
| 2016–17           | «Брайтон енд Гоув» | Чемпіоншип        | 9         | 0         | КА+КЛ              | 2+1                | 0                  | -                    | -                    | -                    | -             | -             | -             | 12     | 0      |
| Усього за кар'єру | Усього за кар'єру  | Усього за кар'єру | 59+1      | 4         |                    | 10                 | 1                  |                      | -                    | -                    |               | -             | -             | 70     | 5      |